# Laurence Fox
Laurence Paul Fox es un actor británico, más conocido por interpretar a James Hathaway en la serie Lewis.

## Biografía
Es hijo del actor James Fox y de Mary Elizabeth Piper, sus hermanos son los actores Jack Fox, Lydia Fox, Robin Fox y Thomas Fox. 
Sus tíos son el actor Edward Fox y el productor cinematográfíco Robert Fox, Sus primos son los actores Emilia Fox,  Freddie Fox y Lucy Arabella Fox, Vizcondesa de Gormanston. 
Sus abuelos paternos fueron Robin Fox, un agente de teatro y la actriz Angela Muriel Darita Worthington, media hermana del escritor Frances Donaldson. 
Su bisabuelo fue el dramaturgo Frederick Lonsdale y su tatarabuelo el empresario industrial Samson Fox. También es familiar de las fallecidas actrices Lily Hanbury, su hermana mayor Hilda Hanbury, madre de su abuelo paterno, Robin y Mary Hanbury.
Es muy buen amigo del actor Matthew Goode.
Asistió a la prestigiosa escuela  Royal Academy of Dramatic Art RADA.
En el 2006 comenzó a salir con la actriz Billie Piper, la pareja se casó el 31 de diciembre de 2007 y el 21 de octubre de 2008 le dio la bienvenida a su primer hijo, Winston James Fox. En octubre del 2011 la pareja anunció que estaban esperando a su segundo hijo juntos.  El pequeño Eugene Pip Fox, nació el 5 de abril de 2012. A finales de marzo del 2016 se anunció que la pareja se había separado después de nueve años de matrimonio.

## Carrera
En el 2005 interpretó al Príncipe Charles en la película Whatever Love Means.
En el 2007 se unió al elenco principal de la serie Lewis donde interpreta al Detective Sargento James Hathaway, hasta ahora.
En el 2011 apareció en la película W.E. donde interpretó al Rey George VI, su padre James interpretó al Rey George V. 

## Filmografía

### Serie de televisión
| Año             | Título         | Personaje           | Notas                                                               |
| --------------- | -------------- | ------------------- | ------------------------------------------------------------------- |
| 2007 - presente | Lewis          | Det. James Hathaway | 42 episodios                                                        |
| 2011            | Mystery!       | Det. James Hathaway | episodio "Inspector Lewis, Series IV: Old, Unhappy, Far Off Things" |
| 291             | Wired          | Phillip Manningham  | 3 episodios                                                         |
| 2005            | Egypt          | Leonard             | 2 episodios                                                         |
| 2005            | Jerich         | Peter Bridgewater   | episodio "The Killing of Johnny Swan"                               |
| 2003            | Island at War  | Bernhardt Tellemann | 2 episodios - miniserie                                             |
| 2003            | Foyle's War    | Simon Walker        | episodio "War Games"                                                |
| 2002            | Ultimate Force | Capitán Mick Sharp  | 2 episodios                                                         |
| 2016            | Victoria       |                     |                                                                     |

### Películas
| Año  | Título                                        | Personaje                 | Notas |
| ---- | --------------------------------------------- | ------------------------- | --- |
| 2018 | The Professor and the Madman                  | Philip Lyttelton Gell     | junto a Mel Gibson, Sean Penn, Natalie Dormer, Eddie Marsan, Jennifer Ehle, Jeremy Irvine, David O'Hara, Ioan Gruffudd, Stephen Dillane & Steve Coogan |
| 2011 | Fast Freddie, the Widow and Me                | Jonathan Donald           | junto a David Westhead, Tamzin Outhwaite & Bill Paterson                                                                                               |
| 2011 | W.E.                                          | Rey King George VI        | junto a Abbie Cornish, Andrea Riseborough, James D'Arcy, Oscar Isaac & James Fox                                                                       |
| 2007 | A Room with a View                            | Cecil Vyse                | junto a Elaine Cassidy, Rafe Spall & Timothy Spall |
| 2007 | Elizabeth: The Golden Age                     | Sir Christopher Hatton    | junto a Cate Blanchett, Joseph Fiennes, Geoffrey Rush & Clive Owen                                                                                     |
| 2007 | Becoming Jane                                 | Mr. Wisley                | junto a Anne Hathaway, James McAvoy, Julie Walters, James Cromwell & Maggie Smith                                                                      |
| 2006 | Agatha Christie Marple: The Sittaford Mystery | James Pearson             | junto a Geraldine McEwan, Michael Brandon, Carey Mulligan, James Murray & Timothy Dalton                                                               |
| 2006 | Lewis                                         | Detective James Hathaway  | junto a Charlie Fox, Sophie Winkleman, Danny Webb & Lizzy McInnerny                                                                                    |
| 2006 | The Last Drop                                 | Major Klaus Kessler       | junto a Lucy Gaskell, Andrew Howard, Rafe Spall, Billy Zane & Neil Newbon                                                                              |
| 2005 | Whatever Love Means                           | Príncipe Charles          | junto a Alexandra Moen, Andrea Riseborough & Freya Berry                                                                                               |
| 2005 | Colditz                                       | Capitán Tom Willis        | junto a Damian Lewis, Sophia Myles, Luke Neal, Tom Hardy James Fox & Jason Priestley                                                                   |
| 2004 | AD/BC: A Rock Opera                           | Townsfolk                 | junto a Richard Ayoade, Matt Lucas, Lydia Fox, Noel Fielding & Sophie Winkleman                                                                        |
| 2003 | Al sur de Granada                             | Ralph Partridge           | junto a Matthew Goode, Verónica Sánchez & Guillermo Toledo                                                                                             |
| 2002 | Deathwatch                                    | Capitán Bramwell Jennings | junto a Jamie Bell, Matthew Rhys & Andy Serkis |
| 2001 | Gosford Park                                  | Rupert Standish           | junto a Maggie Smith, Michael Gambon, Kristin Scott Thomas & Ryan Phillippe                                                                            |
| 2001 | The Hole                                      | Geoff Bingham             | junto a Thora Birch, Desmond Harrington, Daniel Brocklebank & Keira Knightley                                                                          |

### Narrador
| Año  | Programa                       | Notas    |
| ---- | ------------------------------ | -------- |
| 2012 | How We Invented The World Cars | narrador |
| 2007 | The Real King's Speech         | narrador |

### Teatro
| Año         | Obra                    | Personaje              | Director              | Teatro                   | Notas                                                            |
| ----------- | ----------------------- | ---------------------- | --------------------- | ------------------------ | ---------------------------------------------------------------- |
| 2013 - 2014 | Strangers on a Train    | -                      | Robert Allan Ackerman | Teatro Gielgud           | junto a Jack Huston, MyAnna Buring & Miranda Raison              |
| 2012        | Our Boys                | Joe                    | -                     | Duchess Theatre          | junto a Cian Barry, Lewis Reeves, Arthur Darvill & Matthew Lewis |
| 2006 - 2007 | Treats                  | Patrick                | -                     | Garrick Theatre          | -                                                                |
| 2005        | Tis Pity She's A Whore  | Soranzo                | -                     | Southwark Playhouse      | -                                                                |
| 2002        | Mrs Warren's Profession | Frank Gardner          | -                     | Strand Theatre           | -                                                                |
| 2001        | Hobson's Choice         | Fred Beanstock         | -                     | Jerwood Vanbrugh Theatre | -                                                                |
| -           | The Provoked Wife       | Constant               | -                     | -                        | -                                                                |
| -           | The Wild Goose Chase    | Belluer                | -                     | Strand Theatre           | -                                                                |
| -           | Ulysses                 | Stephen Daedalus       | -                     | -                        | -                                                                |
| -           | Titus Andronicus        | Marcus Andronicus      | -                     | -                        | -                                                                |
| -           | The Wild Duck           | Gregers Werle          | -                     | -                        | -                                                                |
| 2000        | Kit's Play              | Earl de Northumberland | -                     | Jerwood Vanbrugh Theatre | -                                                                |